# Стажер (фільм, 1976)
Стажер — радянський художній фільм 1976 року, знятий кіностудією «Мосфільм».

## Сюжет
Москвич Саша Трофімов повертається додому після служби в армії. За відсутності батька допомогти визначитися з професією допомагає дядько, який працює фотографом. Він бере хлопця стажером, маючи на увазі, що той піде його шляхом. Саші, який проявив великий інтерес до фотографії, не дуже подобається спосіб життя наставника, і він серйозно замислюється над тим, «що робити?».

## У ролях
- Володимир Пучков — Саша Трофімов
- Микола Гриценко — Олександр Олександрович Трофімов, дядько Саші Трофімова, фотограф
- Марина Дюжева — Катя Савельєва, медсестра (озвучила Наталія Гурзо)
- Наталія Кустинська — Світлана, гід
- Раїса Куркіна — Віра Василівна, мати Сашка Трофімова, сестра Олександра Олександровича
- Надія Бутирцева — Валя, сусідка і подруга дитинства Саші Трофімова
- Олексій Горячев — Вітя, сусід і друг дитинства Саші Трофімова
- Віктор Бучменюк — Олег, молодий фотограф
- Едіта П'єха — камео, виконання пісні «Поверни мені літо»
- Микола Лебедєв — Сергій Олександрович Трофімов, директор школи, дядько Саші Трофімова
- Петро Любешкін — Дмитро Степанович Караваєв, дідусь Каті Савельєвої
- Лев Пригунов — Сергій Сергійович, лікар
- Олена Хромова — Любов Сергіївна, вдова зі старими фотографіями
- Олександр Шворін — Ніколаша, Нік, знайомий Світлани
- Олена Бромлей — клієнтка в фотоательє
- Олег Васильков — епізод
- Зінаїда Воркуль — продавчиня квітів на кладовищі
- Євдокія Германова — подруга Каті Савельєвої
- Любов Германова — клієнтка фотоательє
- Володимир Груднєв — працівник взуттєвого ательє
- Ігор Кашинцев — знавець антикваріату
- Юрій Кірєєв — пасажир вантажівки
- Олена Козлітіна — Танечка, дочка Сергія Олександровича
- Валентина Ушакова — тітка Надя, дружина Сергія Олександровича
- Степан Крилов — ветеран в Зеленограді
- Валентин Кулик — відряджений
- Марина Ліванова — епізод
- Катерина Мазурова — Валентина Іванівна, санітарка
- Антоніна Максимова — вдова Іванова біля могили чоловіка
- Тетяна Махова — вдова зі старими фотографіями
- Олексій Миронов — лікар (озвучив Іван Рижов)
- Галина Морачова — медсестра
- Тетяна Серебрякова — епізод
- Надія Семенцова — Надія Миколаївна, мати Каті Савельєвої
- Серафим Стрелков — інтурист
- Марина Трошина — медсестра
- Микола Юдін — лікарняний сторож
- Віктор Лазарев — відвідувач виставки
- Геннадій Рудомьотов — саксофоніст
- Валерій Володін — епізод

## Знімальна група
- Режисер — Дамір Вятич-Бережних
- Сценарист — Лазар Карелін
- Оператор — Сергій Зайцев
- Композитор — Євген Дога
- Художник — Євген Черняєв